# María Angélica Vega
María Angélica Vega Zapata (Lima, 18 de diciembre de 1969) es una actriz peruana y narradora de cuentos.

## Biografía
María Angélica Vega ingresó a la Escuela de Teatro de la Universidad Católica (TUC), en donde empezó a estudiar actuación. Desde ese entonces ha desarrollado su carrera artística tanto en los escenarios teatrales como en la televisión, además de haber aparecido en diversos cortometrajes. En televisión destacó por sus roles en la miniserie Tatán y en las telenovelas Escándalo, Velo Negro, Velo Blanco, Los de Arriba y los de Abajo, Girasoles para Lucía, Pobre Diabla, Bésame Tonto, Eva del Edén y Un Amor Indomable. 
Entre los cortometrajes que ha participado destacan El Pecador de los Siete Mares de Aldo Salvini, que protagonizó junto al primer actor Enrique Victoria y Aristóteles Picho, y El Chalán, del realizador Alberto Matsuura, que estelariza junto a José Luis Ruiz y Reynaldo Arenas. En teatro ha resaltado en su faceta de narradora de cuentos y ha actuado en varias obras entre las que destaca Casa Matriz, El Enfermo Imaginario y El Guía de Hermitage, con la que participó en el Festival de Teatro de Cádiz (España). 
En 2008 se presentó en la Alianza Francesa de Miraflores con la obra Ese Extraño Animal, dirigida por Ruth Escudero, en la que actuó con Alberto Ísola, Yvonne Frayssinet y Sergio Llusea. El mismo año concursó en la segunda temporada de Bailando por un sueño.
En el 2014 formó parte de la serie Al fondo hay sitio con el personaje de Rebeca Villafuerte, suegra de Raúl del Prado Pflücker, personificado por Christian Thorsen.
Es narradora del proyecto Todos cuentas que fomenta la lectoescritura y con el cual ha representado al Perú en diversos festivales de narración escénica como: la Feria del libro en Argentina, 9 años poniéndole voz; FIT de Cádiz en España y Vivan los hombres, ellas cuentan en Calí Colombia. También se dedica en rubros empresariales al ser consultora e imagen de la línea de aromaterapia Swiss Just.